# Bruslînivka, Litîn
Bruslînivka (în ucraineană Бруслинівка) este un sat în comuna Penkivka din raionul Litîn, regiunea Vinnița, Ucraina.

## Demografie
Componența lingvistică a localității Bruslînivka
     Ucraineană (99,44%)
     Alte limbi (0,28%)
Conform recensământului din 2001, majoritatea populației localității Bruslînivka era vorbitoare de ucraineană (99,44%), existând în minoritate și vorbitori de alte limbi.